# Національний оркестр Франції
Національний оркестр Франції (фр. Orchestre National de France) — французький симфонічний оркестр, заснований 1934 року під патронатом Радіо Франції. Спочатку називався Національний оркестр французького радіомовлення (фр. Orchestre National de la Radiodiffusion Française), з 1964 року Національний оркестр Французького радіо й телебачення (фр. Orchestre National de l'Office de Radiodiffusion Télévision Française); з 1974 року має нинішню назву.
З 1944 року оркестр базується у театрі Єлисейських полів, також даючи частину концертів в Аудиторії Олів'є Мессіана в будинку Радіо Франції, що записує всі концерти оркестру.